# Grandvillars
Grandvillars település Franciaországban, Territoire-de-Belfort megyében. Lakosainak száma 2963 fő (2022. január 1.). Grandvillars Grosne, Badevel, Boron, Fêche-l’Église, Froidefontaine, Joncherey, Méziré, Morvillars és Thiancourt községekkel határos.

## Népesség
A település népességének változása:
| Lakosok száma | 2969 | 2975 | 3035 | 2974 | 2991 | 3003 | 2995 | 2978 | 2963 |
|               | 2013 | 2015 | 2016 | 2017 | 2018 | 2019 | 2020 | 2021 | 2022 |